# ويليام باري غروف
ويليام باري غروف (بالإنجليزية: William Barry Grove)‏ هو محامي وسياسي أمريكي، ولد في 15 يناير 1764 في فاييتفيل في الولايات المتحدة، وتوفي بنفس المكان في 30 مارس 1818. انتخب عضو مجلس نواب كارولينا الشمالية وانتخب عضو مجلس النواب الأمريكي.